# Stadio di Corso Marsiglia
Le Società Spettacoli Sportivi di Corso Marsiglia, plus couramment abrégé en Stadio di Corso Marsiglia et également appelé le Campo Juventus, était un stade italien multisports, surtout utilisé pour le football (puis le rugby à XV, et servant également de stade de tennis) construit en 1922 et démoli en 1933, et situé dans la ville de Turin, dans le Piémont.
Sa capacité était d'environ 15 000 spectateurs, pouvant aller jusqu'à 25 000.
Il est surtout connu pour avoir servi de stade à l'équipe turinoise de la Juventus entre 1922 et 1933, remplaçant alors le Stadio di Corso Sebastopoli.

## Histoire
Financé par la Società Spettacoli Sportivi (S.S.S.), société constituée de membres turinois, établie avec un capital de 530000 lires réparti en 1600 actions de 500 lires chacune, le stade est construit à partir de 1921 puis finalement inauguré en 1922 (notamment par le président juventino de l'époque Gino Olivetti).
Situé à l'époque à l'intersection du Corso di Marsiglia où se situait l'entrée (aujourd'hui Corso Tirreno) et des vie Tripoli, Monfalcone et Ricaldone, ce stade, le plus moderne du pays lors de sa construction, est la première réalisation italienne entièrement faite en béton armé, et est également le premier stade italien à se doter de lumières artificielles, à l'initiative d'Edoardo Agnelli, le tout frais propriétaire du club bianconero de l'époque.
L'ingénieur Daniele Donghi décrit ainsi la structure du Campo Juventus :

« Le nouveau terrain de jeu, construit selon les critères les plus modernes et selon les dernières prescriptions des techniques spéciales sportives, couvre environ 40000 mètres carrés et comprend le terrain de 110 x 65 m, flanqué d'une tribune de 90 mètres. Fermé par une clôture en ciment solide et mince ainsi que par une tribune couverte par une verrière formée d'une charpente métallique et d'un toit en éternit. »

Avec des dimensions de 110 × 65m, un deuxième terrain d'entraînement aux dimensions de 94 × 55m était situé juste derrière les tribunes populaires, le tout faisant partie d'un complexe sportif situé derrière le stade. Ce complexe comportait entre autres les vestiaires et trois courts de tennis, utilisés par le Tennis Club Juventus (la section de tennis du club). Les quarts-de-finale de la Coupe Davis 1928 (remporté 4 sets à 1 par l'Italie sur l'Inde) sont disputés au Stadio di Corso Marsiglia le 7 juin 1928.
Le premier match officiel de football à y être disputé se tient le 17 octobre 1922 lors d'une victoire 4-0 de la Vieille Dame contre le Modène FC, comptant pour la 3e journée de la Prima Divisione 1922-1923.
L'historien Luigi Firpo, raconte ainsi l'atmosphère du Campo Juventus qu'il fréquentait durant son adolescence :

« Il se jouait un Juventus-Milan sur le vieux terrain du corso Marsiglia avec l'unique tribune populaire raide et collée au terrain. Les gens étaient tellement écrasés que cela formait un mur, il n'y avait pas de place pour y mettre une chaussure, j'ai donc eu du mal à me créer une ouverture pour voir le match. Quand j'ai finalement réussi à me faufiler, le match avait commencé depuis quelques minutes... »

— Luigi Firpo, 21 mai 1977
L'équipe d'Italie dispute un match dans le stade en 1925 (victoire 7-0 contre la France). Dans ce stade, la Juve remporte quatre Scudetti dont 3 titres consécutifs entre 1931 et 1933.
La Juventus utilise le stade jusqu'en 1933, année où ils déménagent alors dans le Stadio Mussolini, (renommé Stadio Olimpico après la guerre). Le dernier match officiel de la Juventus disputé dans le stade a lieu quant à lui le 15 juin 1933, avec une victoire 5-0 contre le Palerme FC.
Après le départ de toutes les activités sportives de la Juventus, le stade est réutilisé par deux clubs turinois de rugby à XV, le GUF Torino et l'ASD VIIº Rugby Torino. Les tribunes sont démolies en avril 1939 (le 8 avril a lieu le dernier match officiel payant ouvert au public), mais le terrain reste encore utilisable jusqu'à la fin de la saison de rugby 1939-40 des deux équipes. Certaines rencontres de rugby des Lictoriales se tiennent ensuite sur le terrain jusqu'en mai 1940.
Le stade, qui est officiellement fermé au public et détruit en 1939, l'est de facto en 1940 à la suite des bombardements de la Seconde Guerre mondiale.
Des immeubles résidentiels se situent aujourd'hui sur l'emplacement historique du stade.
Après la démolition, la toiture en taule qui recouvrait la tribune est vendue à la Società Metallurgica Italiana et réutilisée pour une de ses usines dans la commune de Limestre.

## Galerie

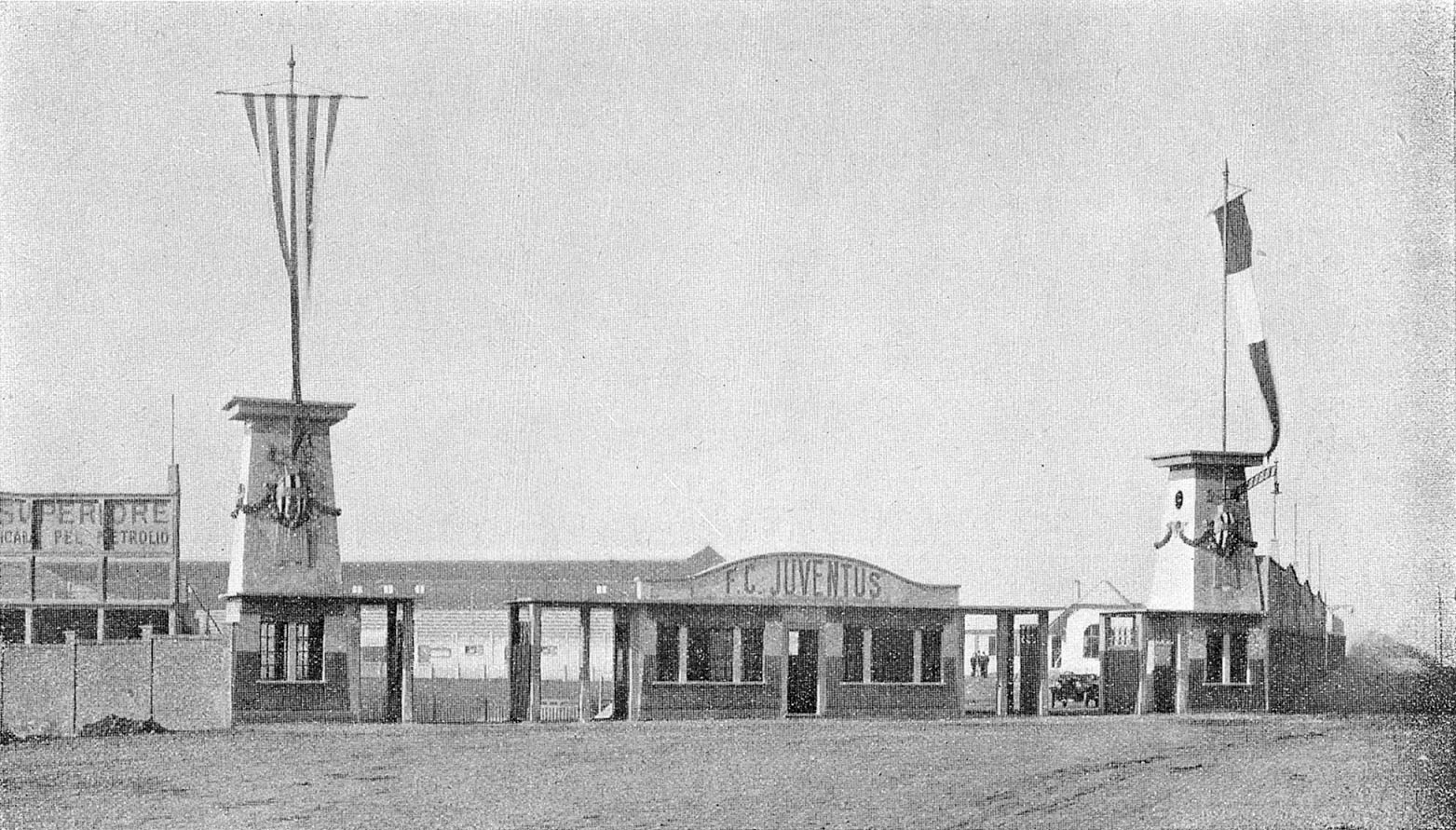
Entrée du stade